# Tắc Lặc
Tắc Lặc (tiếng Trung: 塞勒; 1680 – 1729) là một hoàng thân của nhà Thanh trong lịch sử Trung Quốc, người thừa kế 1 trong 12 tước vị Thiết mạo tử vương.

## Cuộc đời
Tắc Lặc được sinh ra vào giờ Dần, ngày 26 tháng 9 (âm lịch) năm Khang Hi thứ 19 (1680), trong gia tộc Ái Tân Giác La. Ông là con trai trưởng của Truy phong Duệ Thân vương Tô Nhĩ Phát, mẹ ông là Đích Phúc tấn Hách Xá Lý thị (赫舍里氏). Năm Khang Hi thứ 38 (1699), tháng 8, ông được phong tước Tam đẳng Trấn quốc Tướng quân (三等鎭國將軍). Năm thứ 40 (1701), tháng 7, phụ thân ông qua đời, ông được tập phong tước Phụng ân Phụ quốc công. Năm thứ 56 (1717), tháng 10, nhậm chức Đô thống Mãn Châu Tương Bạch kỳ. Năm thứ 61 (1722), tháng 10, ông bị cách chức Đô thống. Năm Ung Chính thứ 7 (1729), ngày 14 tháng 5 (âm lịch), giờ Dậu, ông qua đời, thọ 50 tuổi. Năm Càn Long thứ 27 (1762), tháng 8, do cháu trai ông là Như Tùng được kế tục tước vị Tín Quận vương, nên ông được truy phong Tín Quận vương. Năm thứ 43 (1778), tháng 7, tằng tôn của ông là Thuần Dĩnh được thế tập tước vị Duệ Thân vương của Đa Nhĩ Cổn, nên ông lại được truy phong Duệ Thân vương.

## Gia quyến

### Thê thiếp
- Đích Phúc tấn: Đông Giai thị (佟佳氏), con gái của Phó Đô thống Đông Huy Niên (佟輝年).
- Trắc Phúc tấn: Cao thị (高氏), con gái của Cao Mậu Ấm (高茂蔭). Nguyên là Thứ thiếp, nhưng vào năm Càn Long thứ 15 (1750), tháng 12, được truy phong làm Trắc Phúc tấn.
- Thứ thiếp:
  - Đông thị (佟氏), con gái của Hoa Tắc (華塞).
  - Lưu thị (劉氏), con gái của Lưu Khuê (劉奎).
  - Vương thị (王氏), con gái của Vương Khôi (王魁).
  - Hàn thị (韓氏), con gái của Hàn Khuê (韓奎).

### Con trai
1. Sắc Bố Khẩn (色布懇; 1696 – 1737), mẹ là Thứ thiếp Lưu thị. Làm tới chức Đô thống (都統). Có bốn con trai.
2. Tề Nỗ Hồn (齊努渾; 1701 – 1744), mẹ là Thứ thiếp Đông thị. Năm 1729 được tập phong tước Phụng ân Phụ quốc công (奉恩輔國公). Sau khi qua đời được truy thụy Phụng ân Phụ quốc Giản Hi công (奉恩輔國簡僖公). Có hai con trai.
3. Tề Khắc Thản (齊克坦; 1702 – 1704), mẹ là Thứ thiếp Đông thị. Chết yểu.
4. Tra Lang A (查郎阿; 1706 – 1707), mẹ là Đích Phúc tấn Đông Giai thị. Chết yểu.
5. Công Nghi Bố (功宜布; 1714 – 1746), mẹ là Trắc Phúc tấn Cao thị. Năm 1744 được tập phong tước Phụng ân Phụ quốc công (奉恩輔國公). Năm 1778 được truy phong làm Duệ Thân vương (睿親王). Có bốn con trai.
6. Hòa Khắc Xa Khách (和克車赫; 1714 – 1717), mẹ là Thứ thiếp Đông thị. Chết yểu.
7. Long Cát Đồ (隆吉圖; 1716 – 1758), mẹ là Thứ thiếp Hàn thị. Có bốn con trai.
8. A Nhĩ Kinh A (阿爾經阿; 1716 – 1744), mẹ là Trắc Phúc tấn Cao thị. Vô tự.
9. Thái Hòa Đồ (泰和圖; 1720 – 1754), mẹ là Thứ thiếp Vương thị. Có một con trai.
10. Đạt Lễ Nam (達禮南; 1721 – 1740), mẹ là Trắc Phúc tấn Cao thị. Vô tự.